# Depósito de Aeronaves N.º 3 da RAAF
O Depósito de Aeronaves N.º 3 foi uma unidade de manutenção da Real Força Aérea Australiana (RAAF). Formada em Março de 1942 em Amberley, Queensland, inicialmente, a sua função principal foi a montagem e despacho de aeronaves de combate dos Estados Unidos, e também realizou operações de salvamento de equipamentos. De 1942 até 1947, assumiu o papel de administrar a Base aérea de Amberley. Mais tarde, ficou responsabilidade de proceder à manutenção profunda do bombardeiro da RAAF English Electric Canberra, depois da entrada de serviço dos mesmos em 1953. Durante os anos 70, começou a realizar operações de manutenção no General Dynamics F-111, ao mesmo tempo que também realizava manutenção aos helicópteros Bell UH-1 Iroquois e Boeing CH-47 Chinook.
O depósito fundiu-se com o Esquadrão de Manutenção N.º 482 em Março de 1992, para formar a Asa N.º 501, que trabalhou com o F-111 até ser extinta em 2001.

## História

### Segunda Guerra Mundial

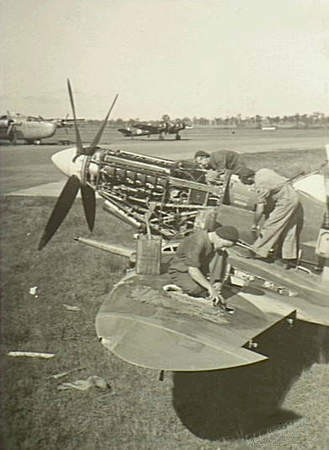
Pessoal do depósito a realizar manutenção num Supermarine Spitfire Mk VIII, em Julho de 1945

O Depósito de Aeronaves N.º 3 foi formado na então Estação de Amberley, Queensland, no dia 16 de Março de 1942. Ficou sob a dependência hierárquica do Grupo N.º 5. O primeiro (e temporário) comandante foi o Squadron Leader W. H. Nicholson. Ao ser estabelecido, o depósito tinha como principal missão a montagem e despacho de aeronaves de combate produzidas nos Estados Unidos. Nas suas primeiras seis semanas de operação, montou 123 caças Bell P-39 Airacobra e uma dúzia de bombardeiros médios Martin B-26 Marauder. O depósito também era responsável pela inspecção nos aviões CAC Wirraway e Lockheed Hudson. Um papel extra que lhe estava atribuído era o de recuperar aeronaves danificadas e despacha-las para o Depósito de Aeronaves N.º 5 na Estação de Wagga, em Nova Gales do Sul, para serem reparadas.
G. E. Douglas, anteriormente comandante do Depósito de Aeronaves N.º 1, em Laverton, Victoria, assumiu o comando do Depósito de Aeronaves N.º 3 em Junho de 1942. O quartel-general da Estação de Amberley foi dissolvido no dia 1 de Julho, e o depósito adquiriu o controlo da unidade. À medida que a guerra prosseguiu, Amberley tornou-se num dos maiores complexos de manutenção de aeronaves da Austrália, assim como um aeródromo de trânsito para o pessoal e equipamento da Força Aérea dos Estados Unidos destinado às operações bélicas no Pacífico. Além dos aviões Airacobra e Maurader, durante a Segunda Guerra Mundial, o depósito procedeu à montagem de uma gama de aeronaves, das quais se destaca o Curtis P-40 Kittyhawk, o Republic P-43 Lancer, o Vultee A-31 Vengeance, o Supermarine Spitfire, o Grumman F6F Hellcat e o North American P-51 Mustang.

### Pós-guerra
Entre Fevereiro e Abril de 1946, a Asa N.º 82 e os seus três esquadrões de aviões Consolidated B-24 Liberator chegaram a Amberley para lá ficarem colocadas. No rescaldo da Segunda Guerra Mundial, o depósito continuou a comandar e administrar a base de Amberley até ao re-estabelecimento do quartel-general de Amberley em 1947. Durante o ano de 1948, a Asa N.º 82 passou a operar aviões Avro Lincoln. Em Outubro de 1952, quando os Lincoln começaram a realizar voos de observação como parte da Operação Furacão, a primeira bomba atómica britânica testada na Austrália, o depósito foi responsável pela realização de recolha de amostrar de partículas radioactivas. O primeiro bombardeiro a jacto da RAAF, o English Electric Canberra, começou a substituir o Lincoln em Dezembro de 1953. Com a chegada destes novos bombardeiros, o depósito ficou encarregado de proceder às profundas intervenções de manutenção do Canberra, que envolvia a desmontagem de todo e qualquer componente do bombardeiro. Este processo era realizado geralmente a cada cinco anos, e podia demorar até um ano. O depósito também realizou manutenções profundas no CAC Sabre enquanto este prestou serviço pela RAAF. Em Junho de 1959, o brasão do depósito foi aprovado pela Rainha Isabel II; o design apresentava uma cruz de malta em azure, simbolizando o estado de Queensland, e à frente da cruz estava representado um galo dourado com a crista vermelha. De Dezembro de 1966 até Janeiro de 1969, o depósito foi comandado por James Rowland, mais tarde Chefe do Estado-maior e Governador de Nova Gales do Sul. Durante os anos 70, o depósito foi responsável pela manutenção dos helicópteros da RAAF Bell UH-1 Iroquois, ao mesmo tempo que continuava a proceder à manutenção dos bombardeiros Canberra. Também estava responsável pelos McDonnell Douglas F-4E Phantom que foram emprestados à RAAF entre 1970 e 1973, como uma forma de substituir temporariamente os General Dynamics F-111, comprados pela RAAF aos Estados Unidos, que estavam com problemas técnicos e não podiam entrar em serviço.

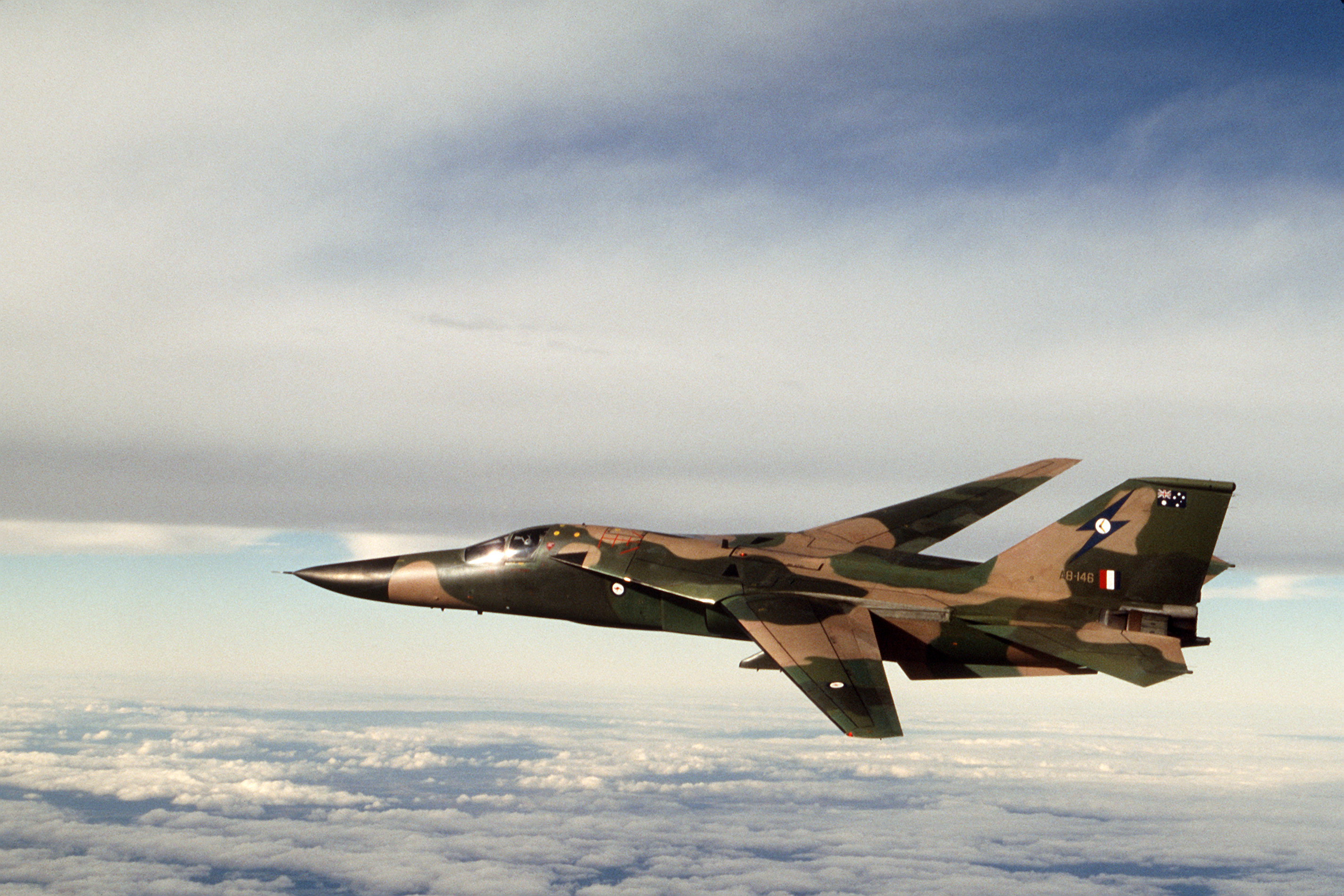
Um F-111C da RAAF, cuja manutenção foi da responsabilidade do depósito entre 1973 e 1992

O F-111C representou o maior desafio em termos de manutenção realizado até então pela RAAF; os hangares e oficinas do Depósito de Aeronaves N.º 3 sofreram modificações e foram equipadas com equipamentos mais modernos antes e depois da chegada do novo bombardeiro em 1973. O depósito era responsável pela maior parte das actualizações e das manutenções complexas, que envolviam a desmontagem de componentes da aeronave como aviónicos e motores, enquanto manutenções mais levem eram realizadas pelo Esquadrão N.º 482, uma unidade da Asa N.º 82. Depois de a General Dynamics, no Texas, ter modificado o primeiro de quatro F-111C para passarem a ser aviões de reconhecimento aéreo capazes de realizar reconhecimento fotográfico, o depósito realizou a modificação dos outros três F-111C em Amberley durante 1980. Entre 1982 e 1983, o depósito actualizou quatro aviões F-111 da versão A para a versão C, adquiridos para ocupar o lugar de quatro aviões F-111 que já haviam ficado destruídos em acidentes. Em 1985, também trabalhou com o equipamento de condução de armas guiadas por infravermelhos. Em Setembro de 1973, tomou a responsabilidade de proceder à manutenção dos Boeing CH-47 Chinooks depois destes helicópteros entrarem em serviço no Esquadrão N.º 12, estacionado em Amberley. Contudo, o depósito não estava familiarizado a trabalhar com danos severos numa aeronave como o Chinook e, quando um dos helicópteros caiu depois de uma falha de motor em 1975, as reparações não ficaram concluídas até 1981.
A partir de 1980, a organização do depósito incluía um esquadrão de gerenciamento de manutenção composto de esquadras individuais, cada uma delas responsável por equipamento, motores e células, sendo o último também responsável pelo armamento e pela vedação. O processo de desmantelar e selar os tanques de combustível do F-111, trabalho este que foi realizado pela primeira vez entre 1977 e 1982 e, no qual, cada tanque de combustível durava seus meses por aeronave, provocou controvérsias relativamente às perigosas condições de trabalho pelas quais o pessoal do depósito estava a ser sujeito. Problemas cerebrais causados pela exposição química resultou em uma acção colectiva por parte do pessoal do depósito, que custou ao governo australiano mais de 20 milhões de dólares em danos. No dia 16 de Março de 1992, o Depósito de Aeronaves N.º 3 foi fundido com o Esquadrão N.º 482 para formar a Asa N.º 501, que tornou-se na maior unidade da RAAF, composta por mais de 1200 efectivos. Esta fusão entre as duas unidades ficou concluída no dia 30 de Junho do mesmo ano, ditando o fim do Depósito de Aeronaves N.º 3.